# Antun Nizeteo
Antun Nizeteo (Zadar, 5. veljače 1913. − 4. travnja 2000.), hrvatski domovinski i iseljenički književnik, prevoditelj, knjižničar, povjesničar i diplomat

## Životopis
Rodio se je u Zadru. U Zadru i Sinju je išao u osnovnu školu. U Splitu je završio klasičnu gimnaziju. Poslije mature bio je neko vrijeme u uredništvu splitskoga dnevnog lista Novog doba. Zatim je otišao u Zagreb gdje je diplomirao na Pravnom fakultetu 1936. godine. Poslije studija odlužio je vojni rok u Zemunu. Zaposlio se je kao državni službenik u Iseljeničkom uredu Ministarstva socijalne politike. Otamo je 1941. premješten u Ministarstvo vanjskih poslova NDH i imenovan izaslanikom za kulturne veze u hrvatskom poslanstvu u Rimu. Dok je bio ondje surađivao je svodećim talijanskim slavistima. Primjerice L. Salviniju je pomogao sastaviti i prevesti mu antologiju Poeti croati. Također je pokrenuo europski književno-umjetnički časopis "Parallelo". Njegovom zaslugom u Rimu s uspjehom gostovala Hrvatska opera s Gotovčevim »Erom« kao i to da je B. Gigli gostovao u Zagrebu. Prvi je kod nas upozorio na talijanskog pisca Itala Sveva te je za Zabavnu biblioteku preveo njegov roman Mlada starost.
Koncem 1943. imenovan je nadstojnikom Odjela za kulturne veze Ministarstva vanjskih poslova Hrvatske u Zagrebu, te izabran za odbornika Matice hrvatske i za urednika Suvremene knjižnice. Pored ostalih, uređivao je i objavio Mile Budaka, Side Košutić i Ante Cilige. Siječnja 1945. premješten je u hrvatski konzulat u Pragu gdje je dočekao kraj rata s dr. B. Gavellom i dr. L Vitezićem u pripremi velike izložbe hrvatske knjige. Sve pristigle knjige iz Zagreba ostale na dar praškoj Nacionalnoj knjižnici. Izabrao je ne vratiti se u domovinu, nego ostati u emigraciji. U emigraciji je surađivao s hrvatskim listovima i časopisima. Iste je godine otišao u München, u kojem je ostao do 1950. godine.
Odanle je otišao u Chicago u SAD, pa nakon jedne godine u New York gdje je radio u sveučilišnim knjižnicama i studirao. U New Yorku je surađivao s američkim profesorima hrvatskog podrijetla C. S. Mihanovićem i W. Reevom, s kojima je osnovao Hrvatsku akademiju Amerike koja djeluje do danas i izdaje godišnjak The Journal of Croatian Studies. Skupa s američkom prevoditeljicom Carolyn Hunter (u. 1991.)  prevodio na engleski i u njemu objavljivao hrvatsku poeziju. Magistrirao je povijesne znanosti na sveučilištu Fordham 1956. godine. Magistrirao je knjižničarstvo na sveučilištu Columbia 1958. godine. Potom je odselio u Ithacu, država New York, gdje se je zaposlio kao knjižničar u knjižnici sveučilišta Cornella. Ondje je radio do odlaska u mirovinu 1978. godine. Sljedeće odredište bilo mu je Kensington u saveznoj državi Marylandu. Od tada do povratka u domovinu živio je u Washingtonu.

## Djela
Objavio je samostalna djela:
- Zelena harfa (pjesme; zajedničko izdanje: Dončević, Kozarčanin, Nizeteo, Žilić), 1935.
- Talijanski humor (antologija; preveo i sastavio), 1936.
- Uspavanka vremenu (pjesme), 1938.
- Nevjesta na otoku (novele), 1939.
- Talijanska lirika (antologija; preveo i sastavio s O. Delorkom), 1939.
- Vrijeme ljubavi (pripovijetke; uništene u tiskari HIBZ-a po naredbi komunističke vlasti), Zagreb 1945.
- Bez povratka (novele), 1957.
- Dante i Hrvati (književna studija), 1959.
- Whitman in Croatia: Tin Ujević and Walt Whitman (komparativno-književna studija), 1970.

## Nagrade i priznanja
- Šimun Šito Ćorić uvrstio ju je u svoju antologiju 60 hrvatskih emigrantskih pisaca.[1]